# Антим Китроски
Антим (на гръцки: Άνθιμος, Антимос) е православен духовник, епископ на Вселенската патриаршия.

## Биография
Йеремия става духовник и е избран за китроски епископ. През юли 1649 година участва в избора на Теофан за епископ на Сервия в Солун, вместо сваления от Великата църква Мелетий.